# ひめ恋☆ふぇち恋 〜あの娘の性癖に異常アリ!〜
『ひめ恋☆ふぇち恋 〜あの娘の性癖に異常アリ!〜』（ひめこいふぇちこい あのこのせいへきにいじょうアリ）は、日本のアダルトゲームブランド・スワンアイ+が2010年10月29日にパッケージ版とダウンロード版を同時発売した18禁アドベンチャーゲーム。

## 概要
有限会社アセンドアイのフルプライスブランド・スワンアイ+の第2作。スワン系ブランドのリリース作品としては初めてシナリオ担当が2名となった他、本作よりゲーム画面の解像度が従来の800×600ドットから1280×720ドットに変更されている。
また、iOS用アプリ『大富豪しよっ!』バージョン3.0では本作のヒロイン3名が新たに参戦している。

ヒロイン3名は主人公が選択したイタズラの種類により、個々のヒロインが持つ性癖をオープンにして行くとS属性かM属性に性的嗜好が変化して行くゲームシステムを採用しており、スワンアイ+ではこのゲームシステムをDoS-DoM（ドスドム）システムと命名している。
作品内の描写では、軽度のBDSMがヒロインとのコミュニケーションの中心になっている関係上より過去のフルプライス作品に比べると目隠しや緊縛などの拘束描写が多くなっている。スワン系ブランドにおいて定番となっているヒロインが主人公の子供を妊娠する「ボテもえ」路線は本作においても健在である。

## ストーリー
私立優徳学園は男女共学ながら、男子と女子の校舎は完全に分断されている。そのため、写真部員である主人公・鳴瀬陸人は男子部の悪友から舞い込む女子、特に美少女と評判の沢城陽菜・神崎汐音・十条まどかの3人の写真をブロマイド代わりに撮って来て欲しいとの依頼に追われる日々を送っていた。
最初の内は女子部の校舎に侵入し、盗撮紛いの手段で女子の写真を撮っていた陸人は次第に疲れと良心の呵責を覚え始める。ところが、女子部より写真部の廃止提案が出されたことに反発した陸人は一転して部活動で磨いた撮影技術を広く認めさせ、部の存続を勝ち取る為に正攻法で女子に接して写真を撮らせて欲しいと依頼することを決意。彼女達との仲を深めつつ、彼女達の隠された性癖を解き明かして「美しき被写体」になってもらうべくカメラを片手に奔走する。

## 登場人物
鳴瀬 陸人（なるせ りくと）
声：なし
主人公。優徳学園男子部2年生。写真部の数少ない部員として、悪友たちの求めるままに女子部へ侵入してブロマイド代わりに写真を撮っていたが女子部から写真部の廃部提案が出されたことを知り、正攻法で女子にモデルを依頼して「美しき被写体」になってもらい、自分の撮影技術の高さを認めさせて部の存続を勝ち取るべく悪戦苦闘する。

### ヒロイン
沢城 陽菜（さわき ゆうな）
声：箱森ゆめ
女子部1年生で、弓道部に所属。学生会書記として会長の永倉ののを支えている。他人に対して必要以上に気を使ってしまう所があり、写真部の廃部提案が出されたことに対しても陸人に同情的な姿勢を見せる。
神崎 汐音（かんざき しおん）
声：相元ゆうき
女子部2年生。竹を割ったような性格で、男子部・女子部を問わず人気が高くスポーツ万能。しばしば運動部の助っ人に駆り出されるが、特定の部には所属していない。理由は不明であるが、お金が絡む話になると人一倍の執着を見せる。
十条 まどか（じゅうじょう まどか）
声：桜瀬なゆ
女子部1年生で、ウサギの耳を模したヘアバンドがトレードマークの眼鏡っ娘。成績優秀で天才少女として評判だが、人付き合いが不得手で単独行動が目立つ。しかし、信頼が置けると認めた相手に対しては一転して従順な態度になる。

### サブキャラクター
永倉 のの（ながくら のの）
声：桜瀬なゆ
優徳学園学生会長。女子部から写真部の廃部提案が出されたことを知らせる為に陸人を学生会室へ呼び出した。美術部に所属しており、かなり世間ずれした性格をしている。
篠崎 紗友里（しのざき さゆり）
声：箱森ゆめ
教師。美人でスタイルが良く教育熱心と男子部・女子部・同僚教師を問わず人気で、特に男子部では「女神様」と崇拝されている。
相原 愛璃（あいはら まり）
声：相元ゆうき
『孕ら☆みん!!』に登場して以来、月待兎がシナリオを担当するフルプライス作品にいつも登場しているスワンアイ・スワンアイ+のマスコット的存在の不思議ちゃん。本作では『孕ら☆カノ!!』以来、2年ぶりにゲーム本編へカメオ出演している。
また、ダウンロード版のみ収録されている追加シナリオ「愛璃先輩は大層ご立腹です」では主人公に抜擢され、ソフマップの予約者限定ボーナスディスクでは本編を愛璃の視点で見た番外編のミニアドベンチャーゲーム「どうしてお前がここに居る」が収録されている。

## スタッフ
- 原画 文月紫
- シナリオ 南条巴、月待兎